# Georgetown (hrabstwo Chatham)
Georgetown – jednostka osadnicza w Stanach Zjednoczonych, w stanie Georgia, w hrabstwie Chatham.